# .hack//Legend of the Twilight
.hack//Legend of the Twilight (.hack//黄昏の腕輪伝説, .hack//Tasogare no Udewa Densetsu, .hack//La légende du bracelet du crépuscule), abrégé .hack//DUSK, est un manga appartenant à l'univers .hack.
Il s'est vu adapté en un anime de 12 épisodes (dont l'histoire diverge sur quelques points par rapport au manga).

## Synopsis
L'histoire se déroule quatre ans après la trame des premiers jeux vidéo de la série .hack.
Shugo et Rena, frère et sœur jumeaux de quatorze ans, découvrent le MMORPG The World. Rena gagne l'accès à deux personnages très rares qu'elle incarnera avec son frère. Une légende est associée à ces deux personnages et les jumeaux tentent de la résoudre.

## Personnages
- Shugo (国崎秀悟, Kunisaki Shūgo?) alias Kite
- Rena (国崎玲奈, Kunisaki Rena?)
- Mireille (黒川深鈴, Kurokawa Misuzu?)
- Ouka (凰花, Ōka?)
- Hotaru (HOTARU Hotaru?)
- Zefie (ゼフィ, Zefi?)
- Balmung (バルムンク, Barumunku?)
- Reki (レキ, Reki?)
- Aura (アウラ, Aura?)
- Kamui (柴山咲, Shibayama Saki?)
- Magi (斎藤麻子, Saitō Asako?)
- Komiyan Terzo (コミヤン3世, Komiyan Sansei?)
- Kazu (カズ?)

## Manga
Dessiné par Rei Izumi sur un scénario de Tatsuya Hamazaki, le manga est paru à l'origine dans les pages du magazine Comptiq, du 30 juillet 2002 au 3 avril 2004. Il fut ensuite réédité en 3 volumes reliés par la Kadokawa Shoten.
En France, c'est l'éditeur Panini Comics qui a édité les trois volumes de ce manga, dans la collection Génération Comics, sous le titre .hack//le bracelet du crépuscule.
Il est également publié aux États-Unis par TOKYOPOP sous le titre .hack//Legend of the Twillight, en Allemagne par Carlsen Comics.

### Liste des volumes
| no | Japonais        | Japonais       | Français        | Français      |
| no | Date de sortie  | ISBN           | Date de sortie  | ISBN          |
| --- | --------------- | -------------- | --------------- | ------------- |
| 1 | 29 juillet 2002 | 978-4047135017 | 12 février 2004 | 2-84538-300-2 |
| Personnage en couverture : ShūgoListe des chapitres : - login_0 : prologue - login_1 : .hackers, la légende ! - login_2 : le bracelet de Kite - login_3 : midi - login_4 : tempête de fleurs de cerisier ! - login_5 : puchigusos - login_6 : maillots de bain / tanabata / course ! - bonus |                 |                |                 |               |
| 2 | 26 février 2003 | 978-4047135345 | 24 juin 2004    | 2-84538-320-7 |
| Personnage en couverture : LénaListe des chapitres : - login_7 : ondée - login_8 : bonnes résolutions - login_9 : monnaie d'échange - login_10 : réflexions - login_11 : il y a quatre ans - login_12 : tricherie - postface |                 |                |                 |               |
| 3 | 3 avril 2004    | 978-4047135994 | 5 avril 2005    | 2-84538-467-X |
| Personnage en couverture : Shūgo, Léna et XéfiListe des chapitres : - login_13 : serait-ce la fin ? - login_14 : séparation et rencontre - login_15 : la terre sacrée interdite - login_16 : une lance dans le cœur - login_17 : il y a quatre ans (début) - login_18 : il y a quatre ans (fin) - login_19 : net slum - login_20 : qu'est-ce qu'un héros ? - login_21 : qu'est-ce qu'un héros ? - hack//Rare Hunter : un tour avec Mireille Chan - Ce qui se reflète dans le ciel bleu |                 |                |                 |               |

## Anime

### Fiche technique
- Format : 12 épisodes de 25 minutes
- Première diffusion : hebdomadaire, du 8 janvier au 26 mars 2003 sur TV Tokyo.

### Distribution
- Junko Minagawa : Shugo
- Mai Nakahara : Rena
- Ayako Kawasumi : Hotaru
- Māya Sakamoto : Aura
- Nobuyuki Hiyama : Balmung
- Sōichirō Hoshi : Reki
- Yasunori Masutani : Sanjuro
- Yuki Kaida : Ouka
- Yuki Matsuoka : Mireille
- Asako Shirakura : Magi
- Isshin Chiba : Silver Knight
- Koichi Sakaguchi : Grunty Shop Owner
- Kunihiro Kawamoto : Fighting Bones
- Māya Sakamoto : Molti
- Masami Kikuchi : Komian the Third
- Masumi Asano : Michi
- Sakiko Tamagawa : Kamui
- Sara Nakayama : Female Heavy Blade
- Shinji Kawada : Daisuke
- Taisuke Yamamoto : Katsuyuki
- Takayuki Yamaguchi : Tom
- Tamaki Nakanishi :  Hayato

### Liste des épisodes
| No | Titre français            | Titre japonais | Titre japonais       | Date de 1re diffusion |
| No | Titre français            | Kanji          | Rōmaji               | Date de 1re diffusion |
| -- | ------------------------- | -------------- | -------------------- | --------------------- |
| 01 | Un héros légendaire       | 伝説の勇者     | Densetsu no Yūsha    | 8 janvier 2003        |
| 02 | Le bracelet de Kite       | カイトの腕輪   | Kaito no Udewa       | 15 janvier 2003       |
| 03 | L'aile de phoenix         | 不死鳥の羽     | Fushichō no Hane     | 22 janvier 2003       |
| 04 | La nuit du Tanabata       | 七夕の夜       | Tanabata no Yoru     | 29 janvier 2003       |
| 05 | Le palais de la terreur   | 恐怖の館       | Kyōfu no Kan         | 5 février 2003        |
| 06 | Le piège de vapeur        | 湯けむりの罠   | Yukemuri no Wana     | 12 février 2003       |
| 07 | La lune du crépuscule     | 黄昏の月       | Tasogare no Tsuki    | 19 février 2003       |
| 08 | Le chevalier solitaire    | 孤高の騎士     | Kokō no Kishi        | 25 février 2003       |
| 09 | Une débâcle imminente     | 崩壊の足音     | Hōkai no Ashioto     | 3 mars 2003           |
| 10 | La capitale des illusions | 幻の都         | Maboroshi no To      | 12 mars 2003          |
| 11 | La fin du monde           | 世界の終わり   | Sekai no Owari       | 19 mars 2003          |
| 12 | Le début de la légende    | 伝説のはじまり | Densetsu no Hajimari | 26 mars 2003          |

### Musique

#### Génériques
Génériques d'ouverture
"New World", par Round Table featuring Nino.
Générique de fin
"Emerald Green", interprété par See-Saw, paroles de Yuki Kajiura et Chiaki Ishikawa

#### Disques
Cette OST est sortie en février 2003.
Ce CD, sorti en janvier 2003 contient l'opening de .hack//Tasogare no Udewa Densetsu, chanté par ROUND TABLE feat. Nino et composé par Katsutoshi Kitagawa.
Composé par Yuki Kajiura, ce CD est sorti en janvier 2003. En plus de contenir la musique principale du RPG .hack//Liminality sorti sur PS2, il contient également l'ending de la série animée .hack//Tasogare no Udewa Densetsu chanté par See-Saw.
Ce CD est sorti en mars 2003. On y retrouve Balmung (Nobuyuki Hiyama) et Reki (Souichiro Hoshi) en vedette dans un radio show. Il contient également des chansons de Shūgo (Junko Minagawa) et de Léna (Mai Nakahara).